# Lilla Länsan
Lilla Länsan är en sjö i Borlänge kommun i Dalarna och ingår i Dalälvens huvudavrinningsområde.